# Obere und Untere Au
Das Naturschutzgebiet Obere und Untere Au liegt auf dem Gebiet der Stadt Senden im schwäbischen Landkreis Neu-Ulm.
Das Gebiet erstreckt sich westlich der Kernstadt Senden und nördlich und südlich von Oberkirchberg, einem Ortsteil der Gemeinde Illerkirchberg im Alb-Donau-Kreis in Baden-Württemberg, linksseitig entlang der Iller. Am westlichen Rand des Gebietes verläuft die Landesgrenze zu Baden-Württemberg.

## Bedeutung
Das 63,81 ha große Gebiet mit der Nr. NSG-00552.01 wurde im Jahr 1998 unter Naturschutz gestellt. 